# Sant Joan de Cuculas
Sant Joan de Cuculas (en francès Saint-Jean-de-Cuculles) és un municipi occità del Llenguadoc, situat al departament de l'Erau i a la regió d'Occitània.